# Pál utca
Pál utca est une petite rue du quartier Palotanegyed dans le 8e arrondissement de Budapest. Perpendiculaire à József körút, elle est surtout célèbre pour avoir été la scène du roman Les Garçons de la rue Paul (en hongrois : Pál utcai fiúk) de Ferenc Molnár adapté au cinéma par Zoltán Fábri.